# Гаснет свет (группа)
«Гаснет свет» — российская группа в жанре симфоник-метал, основанная в 2016 году.

## История
Проект «Гаснет свет» основан бывшими участниками московской пауэр-метал группы «Дыхание пустоты» Алексеем Нестеровым и Сергеем Швей в мае 2016 г. К середине 2017 г. окончательно формируется состав проекта, к которому на постоянной основе присоединяются бас-гитарист Денис Лебедев («Дыхание пустоты», «Осколки») и барабанщик Алексей Куренков (Ping of the Brain), на правах сессионных музыкантов — гитарист Arida Vortex Роман Гурьев и клавишница One More Tale Ольга Азаренко. 15 мая 2018 г. выходит в свет дебютный EP «Осколки», состоящий из заглавной композиции и трека «Конeц времён». Сведением и мастеринга материала занимается Артем Токмаков (ex-Mechanical Poet). Релиз получает умеренно позитивные отзывы слушателей и 4 звезды по оценке журнала «Rockcor» (№ 5 (155), 2018).
Спустя полгода, 10 октября 2018 г. группа выпускает первый полноформатный альбом In Tenebris (лат. «В Темноте»), состоящий из 13 треков. Участие в 75-минутном релизе приняли ведущие российские рок-музыканты: Евгений Егоров (Эпидемия, Forces United), Пётр Елфимов (Forces United, Margenta), Артур Беркут (ex-Ария, ex-Маврик, Автограф), Елена Минина (Tigersclaw), Дмитрий Скиданенко (Forces United), Сергей Терентьев (Артерия, ex-Ария, Glossy Teria), Вячеслав Молчанов (Кипелов, Molchanoff), Олег Мишин (Catharsis, О.М., End Zone), Олег Изотов (InSammer, Oleg Izotov). За сведение альбома и мастеринг отвечает Евгений Виноградов (студия «Дай Рекордз»). Альбом получает 5 звезд из 5 от журнала «Rockcor» (№ 8 (158), 2018) и 9 звезд из 10 от журнала «Бункер» (№ 26, 2018).
В ноябре 2018 г. «Гаснет свет» презентует дебютный полноформатный релиз в программе «Ночь коротка» на радио «Говорит Москва» и в программе «Хранитель снов» на радио «Эхо Москвы». По итогам голосования на крупнейшем российском металл-портале Mastersland.com, EP «Осколки» признается третьим лучшим синглом года среди коллективов-дебютантов, альбом In Tenebris занимает второе место среди дебютных работ.
27 января 2020 г. в цифровом формате выходит EP «В пламени костра». Участие в записи релиза продолжительностью более 20 минут, состоящего из трех композиций, принимают музыканты Arida Vortex, Archontes, Forces United, Арктида, Коrsика, One More Tale, Ashenveil.
14 апреля 2021 г. "Гаснет свет" самостоятельно выпускает второй полноформатный альбом Aurum Et Sanguinem (лат. «Золото и Кровь»), включающий в себя 9 треков общей продолжительностью более 55 минут. Участие в записи релиза, сведенного на студии LTR под руководством Николая Венгржановича, принимают вокалисты Евгений Егоров (Эпидемия), Елена Минина (Tigersclaw), Олег Жиляков (Catharsis), Пётр Елфимов (Гран-Куражъ), Дмитрий Скиданенко (Forces United), Андрей Лобашёв (Харизма), Ксения Маркевич (Калевала), Инна Горячая (FoxyFly). Партии гитары записаны Романом Гурьевым (Arida Vortex), соло-партиями альбом украсили гитаристы Алексей Страйк (Strike), Сергей Терентьев (Артерия), Дмитрий Мартьянов (ex-Black Countess), Леонид Фомин (Харизма, Мастер), Дмитрий Процко (Эпидемия, ex-Арда). Участие в записи также приняли басист Иван Изотов (Tantal, Nebesa), клавишник Расул Салимов (Корсика), саксофонист Андрей Плетнёв и виолончелистка Виктория Здоровцова.
3 марта 2023 г. выходит третий полноформатный альбом "Symphonia Vitiorum" (лат. Симфония Порока"), состоящий из 12 композиций продолжительностью более 75 минут. В записи принимают участие вокалисты Евгений Егоров (Эпидемия), Олег Жиляков (Catharsis),  Евгений Колчин (Маврин, Hardballs), Елена Бахтиярова (Призрак Оперы), Дарья Бурлюкало (Последнее Испытание, Орфей), Георгий Серышев (VuvuZela), Инна Горячая (Foxyfly) и Дмитрий Скиданенко (Forces United). Партии гитары записали Сергей Терентьев (Артерия), Олег Мишин (Catharsis, О.М., End Zone), Алексей Страйк (Strike), Сергей Салкин (Легион), Владимир Нечаев (Натиск), Карэн Тер-Месропян (Гробовая Доска, Арда), Роман Валерьев (Колизей, Коrsика), Алексей Нестеров (Wine From Tears) и Владимир Каширин. Партии баса для ряда треков записали Александр Грановский (Мастер), Иван Изотов (Nebesa, Tantal) и Антонис Лоизидес(Fuse). С партиями ударных также помогли Андрей Ищенко (Чёрный Кофе) и Олег Ховрин (Николай Носков, Земляне, Наргиз).
12 декабря 2024 г. вышел новый EP, получивший название «Бездна на двоих" и включающий в себя три новые композиции и переосмысление трека "Пока цветет сакура". Участие в записи принимают вокалисты Елена Минина (Джоконда), Евгений Колчин, Елена Газаева, Александр Казьмин, Георгий Серышев, Вера Fox, гитарист Сергей Терентьев (Артерия).

## Состав группы

### Нынешний состав
- Алексей Нестеров — вокал
- Сергей Швей — вокал, клавишные
- Денис Лебедев — бас-гитара (с 2017 г.)

### Бывшие участники
- Алексей Куренков — гитара (2016-2018 гг.)

## Дискография

### Альбомы
| Год  | Название           | Участники                         |
| ---- | ------------------ | --------------------------------- |
| 2018 | In Tenebris        | Нестеров, Швей, Лебедев, Куренков |
| 2021 | Aurum Et Sanguinem | Нестеров, Швей, Лебедев           |
| 2023 | Symphonia Vitiorum | Нестеров, Швей, Лебедев           |

### Синглы, EP
| Год  | Название         | Участники                         |
| ---- | ---------------- | --------------------------------- |
| 2018 | Осколки          | Нестеров, Швей, Лебедев, Куренков |
| 2020 | В Пламени Костра | Нестеров, Швей, Лебедев           |
| 2024 | Бездна на Двоих  | Нестеров, Швей, Лебедев           |

## Рецензии
- Рецензия EP «Осколки» в журнале «Rockcor» № 155, 2018 год, стр.26
- Рецензия CD In Tenebris в журнале «Rockcor» № 158, 2018 год, стр.23
- Рецензия CD In Tenebris в журнале «Бункер» № 26, 2018 год, стр.23
- Рецензия EP «В Пламени Костра» в журнале «Rockcor» № 168, 2020 год, стр.23-24

## Публикации
- Интервью журналу «Dark City» № 107, 2018 г., стр. 35
- Интервью журналу «OR’Zine» № 16, зима 2018—2019 гг., стр. 37
- Интервью журналу «Бункер» № 33, 2021 г., стр. 14